# Stanisław Dawidczyński
Paweł Dawidczyński, właśc. Stanisław Kazimierz Dawidczyński (ur. 29 września 1944 w Łodzi) – polski piłkarz i trener piłkarski.

## Kariera klubowa
Jako zawodnik występował – w różnych etapach kariery – na wielu boiskowych pozycjach: od napastnika, poprzez pomocnika do obrońcy-stopera, na wszystkich prezentując wysokie umiejętności techniczne (w 1963 demonstrował swoją technikę na kursie trenerskim FIFA w Szwecji, gdzie przebywał wspólnie z trenerem Kazimierzem Górskim i piłkarzem Legii Warszawa Wiesławem Korzeniowskim). W 1962 zdobył mistrzostwo Polski juniorów w barwach swojego macierzystego klubu – ŁKS; był zawodnikiem ŁKS w latach 1954–1965 (zaliczając występy w ekstraklasie), później grał w Cracovii (1965–1967, występy w ekstraklasie), warszawskiej Gwardii (1967–1976). Jako piłkarz Gwardii zaliczył w najwyższej klasie rozgrywkowej 136 spotkań i zdobył 6 bramek. Lata 1976–1977 spędził w lidze amerykańskiej, występując jako piłkarz Polish Eagles Filadelfia i Apollo Nowy Jork. Po powrocie do kraju do 1984 grał w Polonezie Warszawa, a karierę kończył w Finlandii, gdzie w klubie Lappfjärd BK (1985–1987) występy na boisku łączył z obowiązkami trenera. W barwach ŁKS zaliczył kilka spotkań reprezentacyjnych wśród juniorów.

## Kariera trenerska
Studia w zakresie wychowania fizycznego rozpoczął w Krakowie; w 1969 ukończył Akademię Wychowania Fizycznego w Warszawie. Od 1984 legitymuje się dyplomem trenera I klasy. W latach 1988–1992 był trenerem Polonii Warszawa, która pod jego kierunkiem odzyskała II-ligowy status (1991); cztery i pół roku, które Dawidczyński przepracował na stanowisku pierwszego trenera Polonii, stanowi klubowy rekord. W 1997 w tym samym klubie był asystentem trenera Włodzimierza Małowiejskiego. Prowadził ponadto inne kluby warszawskie – Hutnika, Ursus i Okęcie. Trenował także dwukrotnie zespół Stomilu Olsztyn; w 1993, kiedy klub ten występował w II lidze, wspólnie z Józefem Łobockim stworzył podwaliny awansu do ekstraklasy, a sukces przypieczętował w rundzie wiosennej Bogusław Kaczmarek. Po raz drugi Dawidczyński był trenerem (oraz tzw. trenerem-koordynatorem) Stomilu w latach 2000–2001, w okresie gry klubu w I lidze (został trenerem po zamieszaniu z niedoszłym zatrudnieniem w Olsztynie Zdzisława Podedwornego).
W 1998 współpracował ponadto z kadrą narodową Polski do lat 21.
Od 1 lipca 2010 prowadził drużynę rezerw Widzewa Łódź.